# Metamimas banksiae
Metamimas banksiae är en fjärilsart som beskrevs av Jean Baptiste Boisduval 1875. Metamimas banksiae ingår i släktet Metamimas och familjen svärmare. Inga underarter finns listade i Catalogue of Life.